# Karol Muyschel
Karol Justus Muyschel (ur. 22 lutego 1799 w Rydze, zm. 7 lutego 1843 w Mokniunach w powiecie trockim) – polski lekarz, jeden z twórców polskiej weterynarii.
W 1823 został wykładowcą chirurgii, później również farmacji i anatomii zwierząt w Praktycznej Szkole Weterynarii w Wilnie, a w 1832 w wileńskiej Akademii Medyko-Chirurgicznej (od 1836 był profesorem). Ulepszył wiele narzędzi chirurgicznych i rozwinął polską terminologię anatomiczną.